# Bibio matsumurai
Bibio matsumurai är en tvåvingeart som beskrevs av Toyohi Okada 1938. Bibio matsumurai ingår i släktet Bibio och familjen hårmyggor. Inga underarter finns listade i Catalogue of Life.